# Chlorophorus probsti
Chlorophorus probsti är en skalbaggsart som beskrevs av Holzschuh 1989. Chlorophorus probsti ingår i släktet Chlorophorus och familjen långhorningar.
Artens utbredningsområde är Taiwan. Inga underarter finns listade i Catalogue of Life.